# Pascal Müller (Fußballspieler)
Pascal Müller (* 15. Februar 2003) ist ein österreichischer Fußballspieler.

## Karriere

### Verein
Müller begann seine Karriere beim FC Nußdorf/Debant. Zur Saison 2012/13 wechselte er zu Rapid Lienz. Zur Saison 2014/15 kehrte er wieder nach Nußdorf zurück. Zur Saison 2017/18 wechselte er in die Akademie des Wolfsberger AC, in der er bis 2021 sämtliche Altersstufen durchlief.
Zur Saison 2020/21 rückte er in den Kader der Amateure des WAC, für die er im August 2020 in der Regionalliga debütierte. Bis zum COVID-bedingten Saisonabbruch kam er in seiner ersten Spielzeit zu zwölf Einsätzen. In der Saison 2021/22 absolvierte er 20 Regionalligapartien.
Im Juli 2022 erhielt Müller einen bis Juni 2025 laufenden Profivertrag bei den Kärntnern. Sein Profidebüt gab er anschließend im August 2022 gegen den Deutschlandsberger SC im ÖFB-Cup. Im April 2023 debütierte er dann auch in der Bundesliga, als er am 24. Spieltag der Saison 2022/23 gegen die WSG Tirol in der 75. Minute für Konstantin Kerschbaumer eingewechselt wurde. Für Wolfsberg kam er insgesamt zu 14 Bundesligaeinsätzen, in der Saison 2024/25 wurde er mit den Kärntnern Pokalsieger.
Zur Saison 2025/26 wechselte Müller zum Zweitligisten FC Hertha Wels.

### Nationalmannschaft
Im September 2019 debütierte Müller gegen die Schweiz im österreichischen U-17-Team.

## Erfolge
- Österreichischer Cupsieger: 2025